# 妹背山 (奈良県)
妹背山（いもせやま）とは、奈良県中部の吉野郡吉野町上市の東方にある2つの山の総称。吉野川を挟んで相対する孤立丘陵で、北岸の山は妹山（260m）、南岸の山は背山（272m）である。浄瑠璃・歌舞伎の『妹背山婦女庭訓』で知られている。

## 妹山
妹山は黒雲母・絹雲母千枚岩・石英片岩などの石からなる山で、全山が照葉樹の原生林に覆われる。山麓には大名持神社が鎮座するため、859年（貞観元年）以前から信仰の対象の「忌み山」として入山を禁止された。これにより妹山での人工林の開発が不可能となったため、原始林的な樹叢は残っている。樹林の中に0.5m以上の厚さの腐植土が堆積しており、ツルマンリョウ（奈良県、山口県と鹿児島県の屋久島に隔離分布する稀有な種）、ルリミノキ、テンダイウヤク、ナガバジュズネノキ、ホンゴウソウ、ホングウシダなどの暖地性植物からなる植物群落があるため、西日本の特殊暖帯林として、1928年（昭和3年）3月24日に国の天然記念物の「妹山樹叢」に指定されている。

## ギャラリー

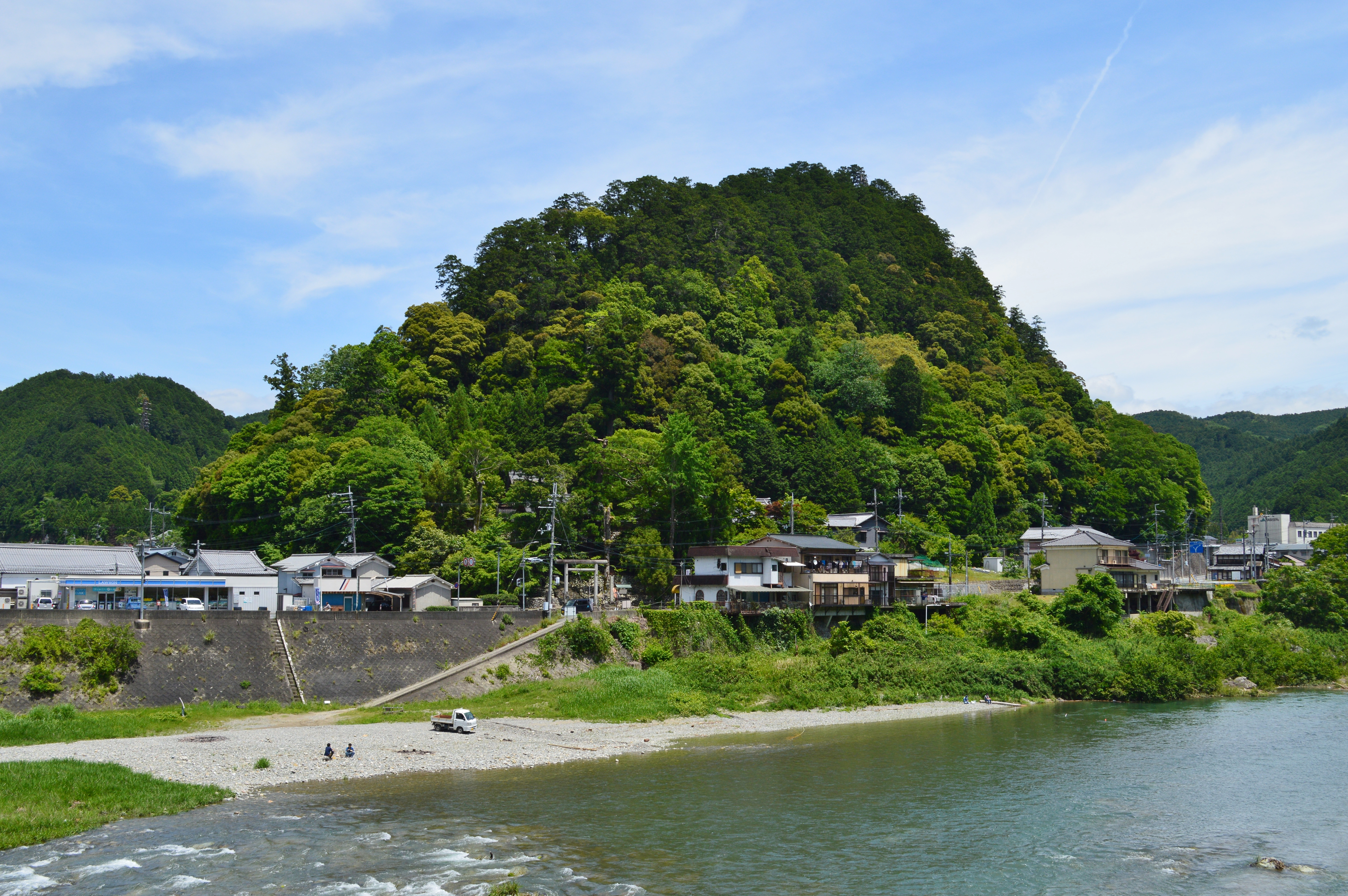
妹山
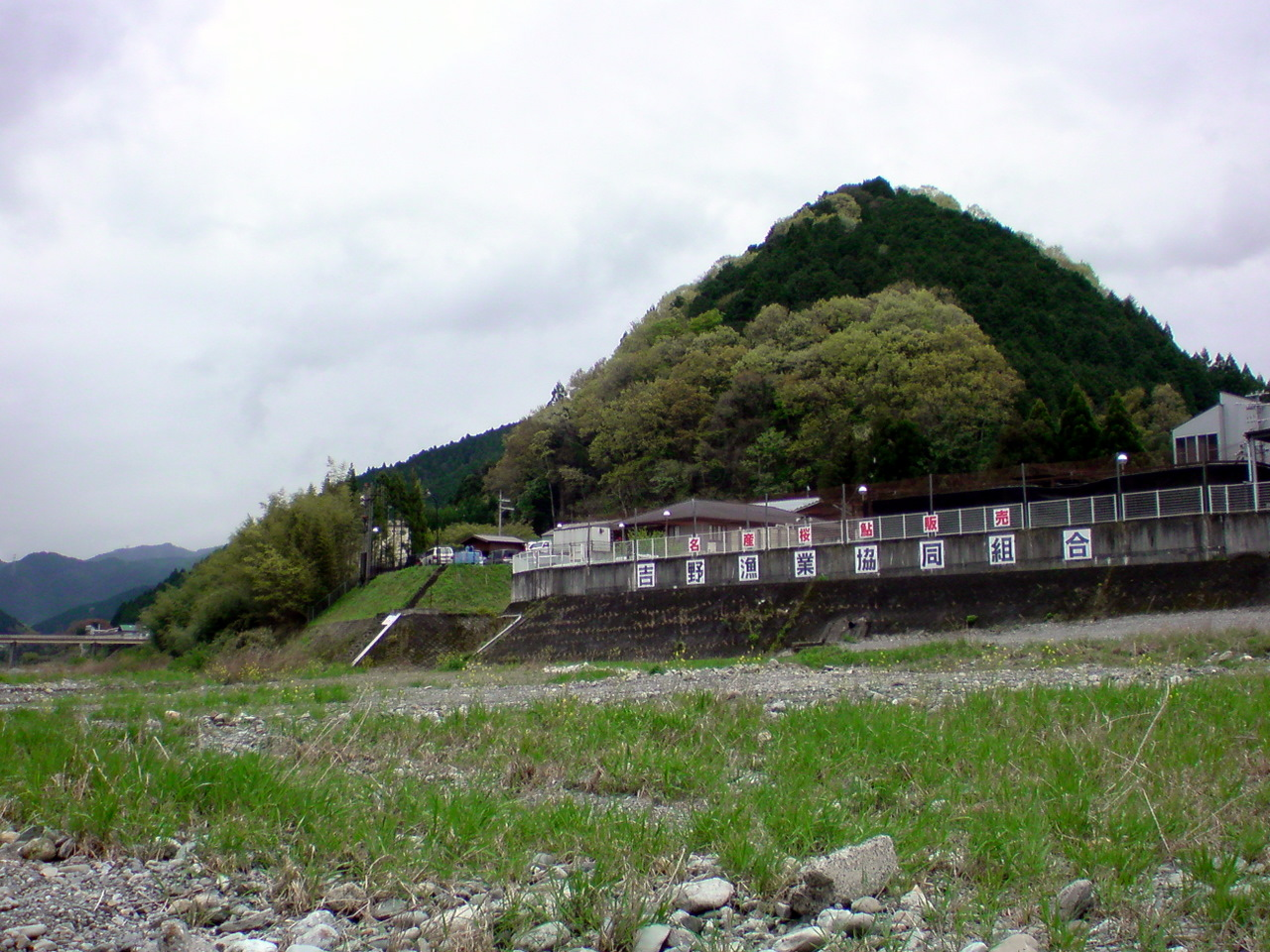
背山